# Norwegische Meisterschaften in der Nordischen Kombination 2015/16

Norwegischer Skiverbund

Die norwegischen Meisterschaften in der Nordischen Kombination 2015/16 fanden an drei verschiedenen Terminen statt. So wurde der Gundersen-Wettkampf der Männer am 14. November 2015 in Oslo und Beitostølen ausgetragen, während der Sprint am 18. März 2016 in Molde stattfand. Der Gundersen-Wettkampf der Frauen wurde am 8. März 2016 in Tolga veranstaltet. Die Wettkampfstätten waren der Midtstubakken, die Beitostølen Skiarena, der Skarbakken in Molde sowie der Hamran Skipark in Tolga.
Jarl Magnus Riiber gewann seinen ersten Meistertitel über 10 Kilometer, während Espen Andersen im Sprint ebenfalls erstmals norwegischer Meister wurde. Bei den Frauen gewann Hanna Midtsundstad die erstmals ausgetragene Meisterschaft der Frauen.

## Ergebnisse Männer

### Sprint (K 90 / 5 km)
Der Sprint fand am 18. März 2016 in Molde vom Skarbakken statt. Es kamen 26 Athleten in die Wertung. Den besten Sprung zeigte der spätere Sieger Espen Andersen, während Mikko Kokslien die beste Laufzeit vorweisen konnte.
| Platz | Name                 | Verein          | Sprungpunkte | Laufzeit | Rückstand |
| ----- | -------------------- | --------------- | ------------ | -------- | --------- |
| 01.   | Espen Andersen       | Lommedalen IL   | 119,0        | 12:21    |           |
| 02.   | Sindre Ure Søtvik    | Eldar IL        | 116,0        | 12:34    | +0:24     |
| 03.   | Einar Lurås Oftebro  | IL Jardar       | 109,0        | 12:07    | +0:25     |
| 04.   | Jan Schmid           | Sjetne IL       | 106,5        | 11:59    | +0:27     |
| 05.   | Mikko Kokslien       | Søre Ål IL      | 097,5        | 11:26    | +0:31     |
| 06.   | Espen Bjørnstad      | Byaasen Skiklub | 097,0        | 11:33    | +0:39     |
| 07.   | Jørgen Graabak       | Byåsen IL       | 096,0        | 11:33    | +0:44     |
| 08.   | Audun Hokholt        | Skimt           | 099,0        | 11:46    | +0:45     |
| 09.   | Truls Johansen       | Elverum Hopp    | 090,0        | 11:39    | +1:14     |
| 10.   | Harald Johnas Riiber | IL Heming       | 092,0        | 12:20    | +1:47     |

### Gundersen (K 95 / 10 km)
Der Einzelwettkampf in der Gundersen-Methode fand am 14. November 2015 in Oslo und Beitostølen statt. Es kamen 34 Athleten in die Wertung.
| Platz | Name                 | Verein         | Sprungpunkte | Laufzeit | Rückstand |
| ----- | -------------------- | -------------- | ------------ | -------- | --------- |
| 01.   | Jarl Magnus Riiber   | IL Heming      | 138,4        | 27:18.3  |           |
| 02.   | Håvard Klemetsen     | Kautokeino IL  | 127,9        | 26:50.7  | +0:14.4   |
| 03.   | Magnus Krog          | Høydalsmo I    | 105,9        | 25:35.6  | +0:27.3   |
| 04.   | Jan Schmid           | Sjetne IL      | 123,4        | 27:15.5  | +0:57.2   |
| 05.   | Espen Andersen       | Lommedalens IL | 116,4        | 27:06.7  | +1:16.4   |
| 06.   | Mikko Kokslien       | Søre Ål IL     | 096,9        | 26:13.0  | +1:40.7   |
| 07.   | Ole Martin Storlien  | MjøsSki        | 099,9        | 26:25.9  | +1:41.6   |
| 08.   | Thomas Kjelbotn      | Bardu IL       | 112,9        | 27:21.5  | +1:45.2   |
| 09.   | Harald Johnas Riiber | IL Heming      | 118,4        | 27:52.8  | +1:54.5   |
| 10.   | Audun Hokholt        | Skimt          | 109,4        | 27:21.4  | +1:59.1   |

## Ergebnisse Frauen

### Gundersen (K 60 / 3 km)
Der Einzelwettkampf in der Gundersen-Methode fand am 8. März 2016 in Tolga auf der Mittelschanze statt. Es waren acht Athletinnen gemeldet, jedoch ging Silje Opseth beim Langlauf nicht mehr an den Start, obwohl sie die beste Sprungleistung gezeigt hatte. Die erste norwegische Meisterin wurde Hanna Midtsundstad.
| Platz | Name                 | Verein         | Sprungpunkte | Laufzeit | Rückstand |
| ----- | -------------------- | -------------- | ------------ | -------- | --------- |
| 01.   | Hanna Midtsundstad   | Vaaler IF      | 224,3        | 09:14    |           |
| 02.   | Anna Odine Strøm     | Alta IF        | 248,1        | 10:03    | +0:09     |
| 03.   | Gyda Westvold Hansen | IL Nansen      | 216,4        | 09:56    | +0:55     |
| 04.   | Thea Øihaugen        | Gausdal Skilag | 190,9        | 10:34    | +2:08     |
| 05.   | Tonje Bakke          | Elverum Hopp   | 216,7        | 12:06    | +2:52     |
| 06.   | Mari Leinan Lund     | Tolga IL       | 181,3        | 11:05    | +3:12     |
| 07.   | Marte Leinan Lund    | Tolga IL       | 110,5        | 10:22    | +4:04     |